# Sbormistr (film)
Sbormistr je česko-slovenský film režiséra Ondřeje Provazníka z roku 2025. Děj filmu je inspirovaný skutečnými událostmi sexuálního zneužívání v pěveckém sboru Bambini di Praga. Světová premiéra proběhla na filmovém festivalu v Karlových Varech.

## Příběh
Karolína (Kateřina Falbrová) by se ráda stala členkou elitního dívčího sboru, který navštěvuje její sestra Lucie (Maya Kintera). Když sbor vyráží na tradiční dvoutýdenní soustředění v horách, uvolní se jedno místo a Karolína se tak jako náhradnice stane součástí sboru a začně zkoušet vystoupení na americké turné. Postupně si také získává pozornost sbormistra Vítězslava Máchy (Juraj Loj), který je dívkám nejen přísním dirigentem, ale také kamarádem ve chvílích volna. Lucie tuto přízeň nese těžce a svojí sestře se začně mstít. Obě sestry jsou vybrány k účasti na společném turné po Spojených státech amerických.

## Obsazení
| Kateřina Falbrová | Karolína                  |
| Juraj Loj         | sbormistr Vítězslav Mácha |
| Maya Kintera      | Lucie                     |
| Zuzana Šulajová   | matka Karolíny a Lucie    |
| Marek Cisovský    | otec Karolíny a Lucie     |
| Ivana Wojtylová   | matka sbormistra Máchová  |
| Anežka Novotná    | Katka                     |
| Anna Michalcová   | Judita                    |
| Lucie Žáčková     | matka Judity              |
| Richard Němec     | školník                   |
| Petra Bílková     | pianistka                 |

## Výroba
Film se natáčel v Brně, Jizerských horách, Orlických horách, Krkonoších, Hořovicích, Praze a Mladé Boleslavi. Produkčně náročné bylo natáčení amerického turné pěveckého sboru na skutečných lokacích v New Yorku.

## Premiéra
Snímek byl uveden v premiéře 6. července 2025 v hlavní soutěžní sekci Mezinárodního festivalu v Karlových Varech. Od 10. července jej pak do českých kin uvedla splečnost CinemArt.

## Kontroverze
Režisér a scenárista Radovan Síbrt napadl tvůrce filmu, že zneužívají příběhu jeho sestry Karolíny, která byla jednou ze zneužívaných sboristek v Bambini di Praga, včetně shodného jména. Síbrt požaduje, aby Česká filmová a televizní akademie snímek nenominovala na Oscara, protože jitří vzpomínky obětí celé kauzy Bohumila Kulínského.